# Стокхолмски университет
Стокхолмският университет (на шведски: Stockholms universitet) е публичен университет в Стокхолм, Швеция. Основан е като колеж през 1878 г., а статут на университет получава през 1960 г. В него се преподават природни, хуманитарни и социални науки. С над 33 000 студенти в четири факултета, това е един от най-големите университети в Скандинавия. Институцията попада сред 100-те най-добри университета в света според Академичната класация на световните университети.
Университетът е разделен на четири факултета с общо 56 департаменти, институти и центрове.

## История
Инициативата за създаване на Стокхолмски университет е предприета от Стокхолмския градски съвет. През декември 1865 г. е взето решение за основаване на фонд и комитет, целящи основаването на образователна институция в шведската столица. Деветте члена на комитета са видни и уважавани граждани, чиято работа подпомага еволюцията на науката и обществото. През май 1877 г. е приет меморандум, засягащ бъдещия колеж.
През 1878 г. университетския колеж започва работа с поредица лекции на тема природни науки, които са отворени за любопитните граждани. През 1889 г. София Ковалевска е назначена в департамента по математика, ставайки третата жена професор в Европа. През 1904 г. колежът вече официално може да издава научни степени. Колежът получава статут на университет през 1960 г., с кжоето се превръща в четвъртия държавен университет в страната.